# Немчиновка (Московская область)
Немчи́новка — село в Одинцовском городском округе Московской области России.

## Население
С 2010 года в Немчиновке ведётся строительство многоэтажных и малоэтажных жилых комплексов суммарной жилой площадью 212 000 м², полный ввод в эксплуатацию которых к 2020 году увеличило число проживающего на территории Немчиновки населения до 20 000 человек.
| 1989 | 2002  | 2006  | 2010  | 2021    |
| ---- | ----- | ----- | ----- | ------- |
| 1311 | ↗1749 | →1749 | ↗2542 | ↗12 648 |

## История
Своим возникновением Немчиновка обязана Московско-Брестской железной дороге. В 1870 году был открыт участок Москва — Смоленск. После проведения железной дороги вдоль неё возникают пристанционные посёлки. В 1875 году М. А. Немчинов получает разрешение на строительство платформы на 16-й версте Московско-Брестской железной дороги. При станции возник посёлок.
Открытая в 1876 году платформа получила название Немчиновский Пост, вскоре название упростилось до Немчиновка. Существует две версии происхождения названия: по названию соседней деревни Немчиново или по фамилии братьев Немчиновых.
В 1926 году посёлок городского типа Немчиново входил в состав Козловской волости Московского уезда Московской губернии, в посёлке находился поселковый совет, имелась школа 1-й ступени и девятилетка.
В Немчиновке находилась дача литовского посла Юргиса Балтрушайтиса. Огородив территорию, он обустроил здесь сад, пруд, теннисный корт. Выкопав колодец и установив насос, провёл канализацию и водоснабжение. Во второй половине 1930-х годов, до начала войны, эта дача арендовалась американским дипломатическим корпусом. В этот период здесь появилась конюшня на несколько лошадей. По выходным дача открывала свои двери для дипломатов разных стран, находившихся в СССР. Чтобы обеспечить должный уровень комфорта, штат прислуги составлял восемьдесят человек.
До 2004 года село носило статус посёлка городского типа (дачного посёлка).
С 2006 по 2019 год село входило в состав городского поселения Одинцово Одинцовского района.
С 2019 года в связи с упразднением Одинцовского муниципального района и всех ранее входивших в него поселений относится к Одинцовскому городскому округу.

## Транспорт
Немчиновка прилегает ко внешней стороне 55—56 километра МКАД. Через Немчиновку проходят два железнодорожных сообщения и маршруты общественного транспорта от станции метро Молодёжная.
Железнодорожные станции белорусского направления МЖД:
- Станция Немчиновка. С 2013 года разрабатывается проект по строительству лёгкого метро через станцию Немчиновка[12][13].
- Платформа Ромашково. С 2014 года РЖД ведёт строительство по проекту организации ускоренного движения на участке Москва-пассажирская Смоленская — Усово поездами типа «Аэроэкспресс»[14][15].

С трёх сторон Немчиновка ограничена федеральными трассами. С севера Северный обход Одинцова заканчивается Молодогвардейской развязкой. С востока 55-56 километр МКАД. С юга Можайское шоссе примыкает к МКАД по самой длинной эстакаде в Европе на Можайской развязке.

## Природа и экология
По данным экологических карт Подмосковья Немчиновка входит в состав экологически чистого Одинцовского района с минимальной степенью загрязнения воздуха и почвы.

### Лесной массив

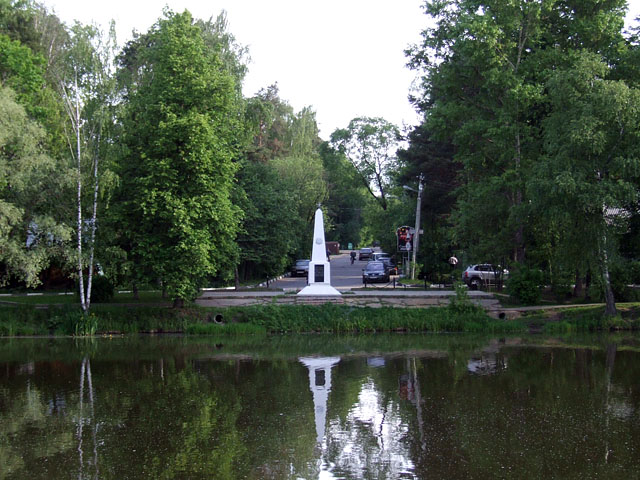
Пруд в Немчиновке

Немчиновка окружена серебряноборским лесным массивом. С севера к Немчиновке примыкает Ромашковский (Рублёвский) лес, в массиве которого произрастают редкие виды растений, занесённые в Красную книгу Московской области. С юго-запада находится Немчиновский лес и природный рекреационный комплекс «Подушкинский лес».

### Река Чаченка
Через Немчиновку протекает речка Чаченка, на которой в черте села расположено два пруда. От истока река течёт на юг, потом резко поворачивает на запад и уходит в коллектор под МКАД. Сразу за МКАД Чаченка протекает по территории ТЦ «VEGAS Кунцево». За территорией ТЦ река выходит в открытое русло и образует Большой Немчиновский пруд. Ниже пруда река протекает по территории парка семейного отдыха, где берега укреплены бетонными стенками, а через реку перекинуто несколько пешеходных мостов. Выходя из Немчиновки, Чаченка образует Ромашковский пруд.

## Строительство
В 1984 году Павловым была построена станция технического обслуживания автомобилей «Кунцево». Современное название — «Технический Центр Кунцево».
В 2006 году в стиле европейского замка построен многофункциональный развлекательный комплекс «Немчиновка Парк».

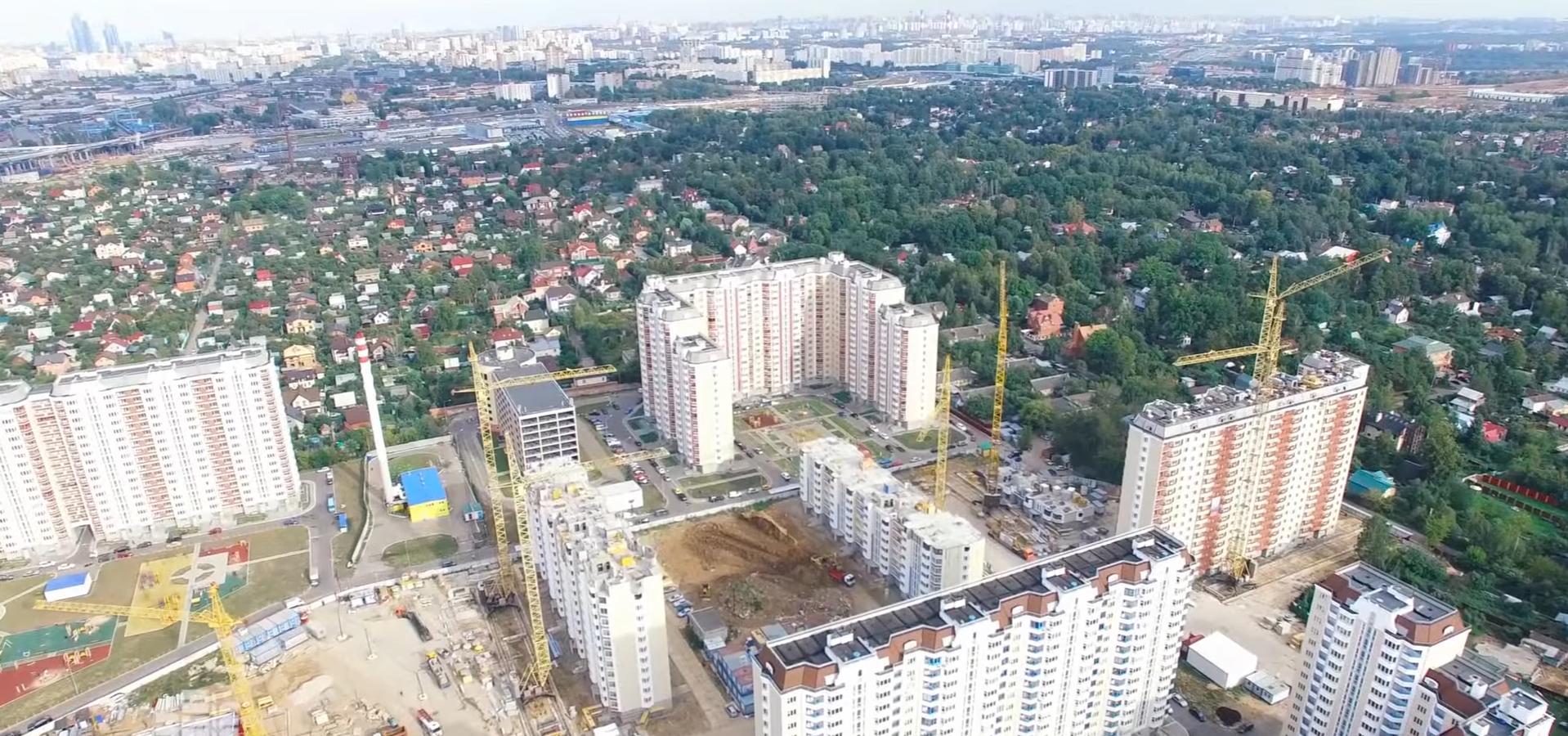
Строительство в Немчиновке

С 2010 года министерство обороны РФ ведёт строительство многоэтажного жилого комплекса «Микрорайон Немчиновка» на месте расформированной военной части. К 2016 году возведено и запущено двенадцать многоэтажных домов.. Общая площадь квартир составит 122 970 м², что может увеличить население Немчиновки до 11 000 человек.
С 2013 года ведётся строительство жилого комплекса «Рублёвский». Общая площадь квартир составит 52 677 м².
С 2014 года ведётся строительство апарт-отеля «Sky Skolkovo». Общая площадь квартир составит около 20 000 м².
С 2016 года ведётся строительство малоэтажного жилого комплекса «Немчиновка Резиденц». Общая площадь квартир составит около 18 044 м².
В 2017 году в Немчиновке открылся «VEGAS Кунцево» от Crocus Group — один из самых больших торгово-развлекательных комплексов в Москве и Московской Области.

## Культура
В играх спортивной версии интеллектуальной игры «Что? Где? Когда?» выступает команда «Немчиновка». В её состав с 2014 года входит Анатолий Вассерман.
В Немчиновке на базе Немчиновского культурно-досугового центра с 2011 года работает Одинцовский любительский театр под руководством режиссёра Светланы Лапшиной. В 2017 году театру присвоено звание «народный». Также в Немчиновском культурно-досуговом центре работает библиотека, которая уже на протяжении многих лет обслуживает жителей села Немчиновка.
С 2007 года был восстановлен православный храм Рождества Христова.

## Известные жители

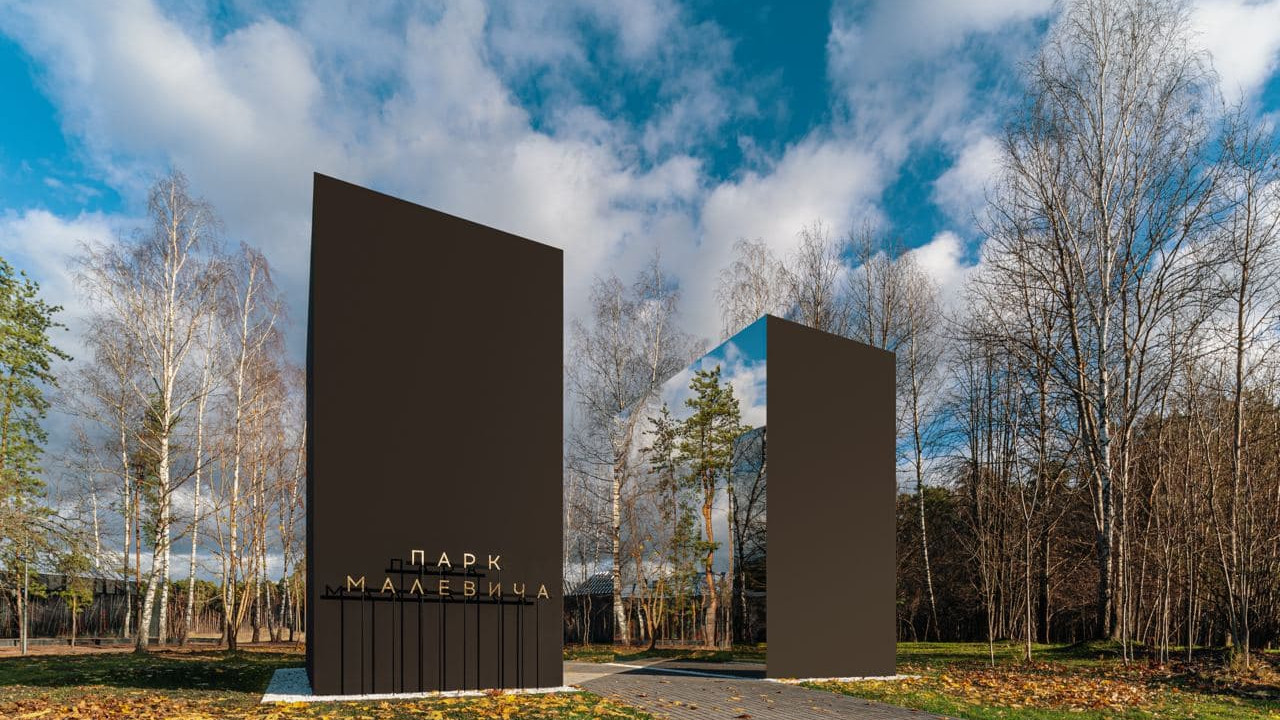
Парк Малевича возле села Немчиновка

Немчиновка — историческое дачное место. В разное время в Немчиновке проживали Фёдор Шехтель, Мариэтта Шагинян, Игорь Рейснер. Уроженцы села — Герои Советского Союза Анатолий Иевский и Алексей Чикин, Герой Социалистического Труда Владимир Николаев.
С 1909 года в Немчиновку постоянно приезжал жить и работать Казимир Малевич. После его смерти, 21 мая 1935 года урна с прахом была захоронена под любимым дубом художника близ деревни Немчиновки. Над могилой установили деревянный кубический монумент с изображённым чёрным квадратом. В годы войны могила была утрачена. Позже её расположение определила группа энтузиастов. Она была на месте пахотного колхозного поля, поэтому в 1988 году памятный знак для увековечивания места захоронения вынужденно разместили на опушке леса, примерно в двух километрах от реального погребения. Он представляет собой белый бетонный куб с красным квадратом на лицевой стороне. Сейчас рядом стоит дом № 11 по улице Малевича в Немчиновке.

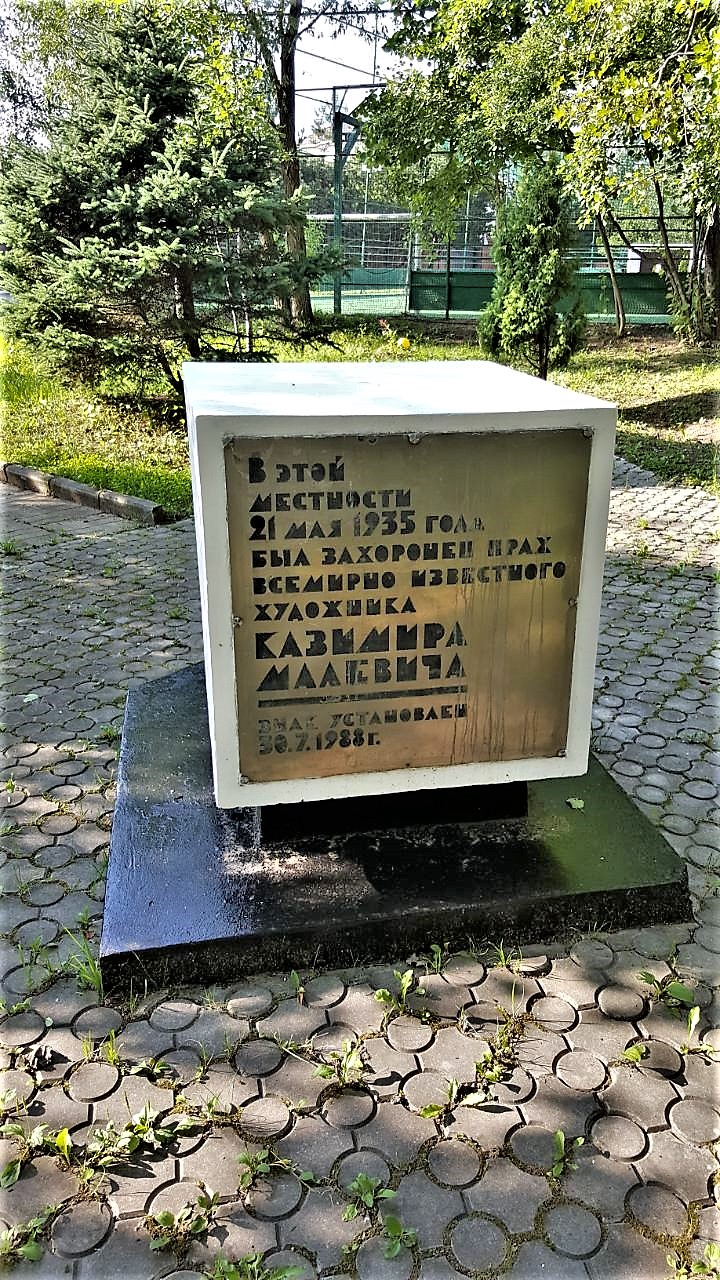
Надпись на могиле Казимира Малевича

Летом 1925 года в Немчиновке впервые встретились культовые деятели искусства XX века Казимир Малевич и Сергей Эйзенштейн. Это произошло на даче, где поселилась компания кинематографистов, работавших сразу над несколькими произведениями. В одну из встреч Малевич рассказал эпизод своей юности, позднее лёгший в основу литературного наброска Эйзенштейна «Немчинов пост».
В Немчиновке проживает актриса Екатерина Стриженова с мужем актёром и режиссёром Александром Стриженовым, модельер Виктория Андреянова, писатель и сценарист Виктор Пронин, актёр Иван Стебунов, политик Никита Белых, телеведущий и бывший депутат Государственной думы Валерий Комиссаров.